# Hortipes anansiodatus
Hortipes anansiodatus là một loài nhện trong họ Corinnidae.
Loài này thuộc chi Hortipes. Hortipes anansiodatus được miêu tả năm 2000 bởi Bosselaers & Rudy Jocqué.